# Кострад
Кома́ндование стратеги́ческого резе́рва Сухопу́тных войск (индон. Komando Cadangan Strategis Angkatan Darat), сокращённо Кострад (индон. Kostrad) — специальное командование Сухопутных войск Индонезии уровня корпуса. Включает в себя три дивизии, в которых служат около 35 000 военнослужащих. В задачи Кострад входит проведение стратегических операций по обеспечению обороны и безопасности Индонезии, а также контроль оперативной готовности прочих подразделений Сухопутных войск.
Кострад возглавляется командующим (индон. Panglima Komando Strategis Angkatan Darat, сокращённо Pangkostrad), с 1996 года обычно имеющим звание генерал-лейтенанта. По административным вопросам, а также по вопросам набора новобранцев командующий Кострад подчиняется начальнику штаба Сухопутных войск, по всем остальным вопросам — непосредственно главнокомандующему Национальной армией Индонезии. Будучи формированием особого назначения, Кострад (наряду со спецназом Копассус) первым в индонезийской армии получает самые современные образцы оружия и военной техники: к примеру, первые образцы немецких танков «Леопард 2» были получены именно бронетанковыми батальонами Кострад.

## История
6 марта 1961 года приказом начальника штаба Сухопутных войск Индонезии генерала Абдула Хариса Насутиона был создан Главный резервный корпус Сухопутных войск (Чадуад; индон. Tjadangan Umum Angkatan Darat; Tjaduad) — спецподразделение, предназначенное для ведения боевых действий против Нидерландов по возвращению Западного Ириана. В 1963 году Чадуад был преобразован в Командование стратегического резерва Сухопутных войск (Кострад).
Первым командующим Чадуад — Кострад был назначен генерал-майор Сухарто. Под его командованием войска стратегического резерва подавили попытку государственного переворота, произведённую левыми армейскими офицерами в конце сентября — начале октября 1965 года. Это стало первым шагом к переходу всей власти в Индонезии в руки Сухарто, который постепенно отстранил Сукарно от управления страной и в 1968 году официально стал новым президентом Индонезии. Также войска Кострад активно участвовали в индонезийско-малайзиской конфронтации и в массовых убийствах 1965—1966 годов.
В 1974 году Кострад принимал участие в операции Лотос, в ходе которой к Индонезии был присоединён Восточный Тимор.
Силы Кострад были основой индонезийского миротворческого контингента «Гаруда», в составе которого находились в Египте (1973-1978) и Южном Вьетнаме (1973-75), в 1989—1990 годах входили в состав Группы военных наблюдателей ООН в Иране и Ираке.

## Функции и основные задачи
Приказом главнокомандующего Вооружёнными силами Индонезии № Kep / 09 / III / 1985 от 6 марта 1985 года о принципах организации и задачах Командования стратегического резерва Сухопутных войск предусмотрено, что в административных и кадровых вопросах Кострад подчиняется начальнику штаба Сухопутных войск, а во всех остальных вопросах — непосредственно главнокомандующему Национальной армией Индонезии. Основными задачами Кострад являются проведение стратегических операций по обеспечению обороны и безопасности Индонезии, а также контроль оперативной готовности прочих подразделений Сухопутных войск.

## Состав

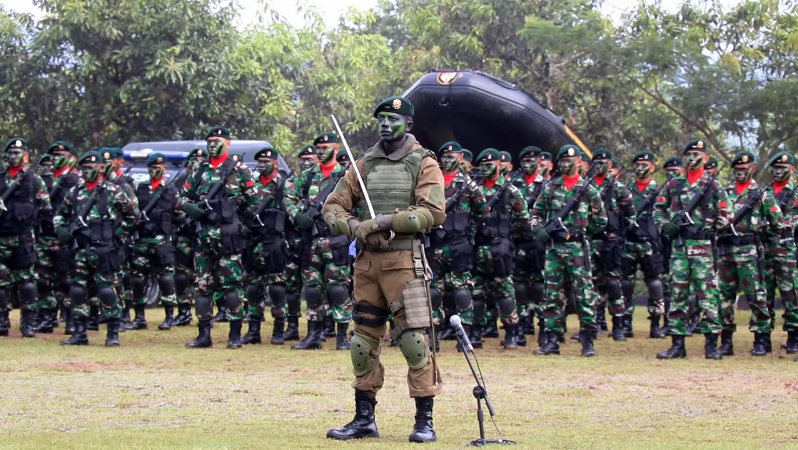
Военнослужащие Кострад во время парада. Фото 2017 года

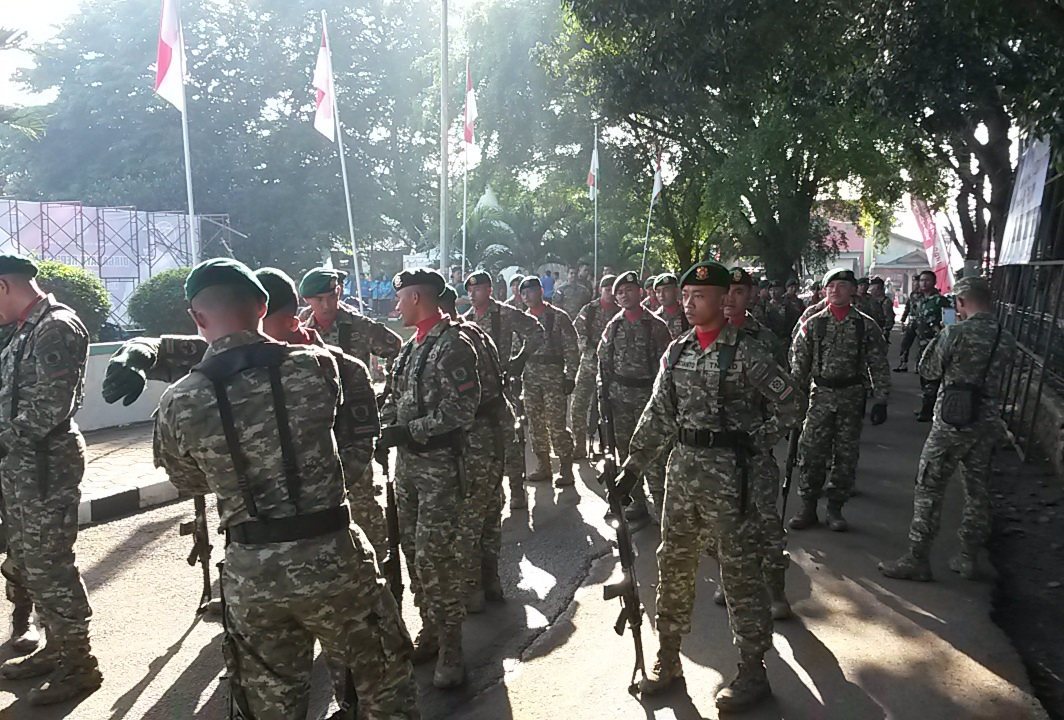
Военнослужащие Кострад. Фото 2016 года

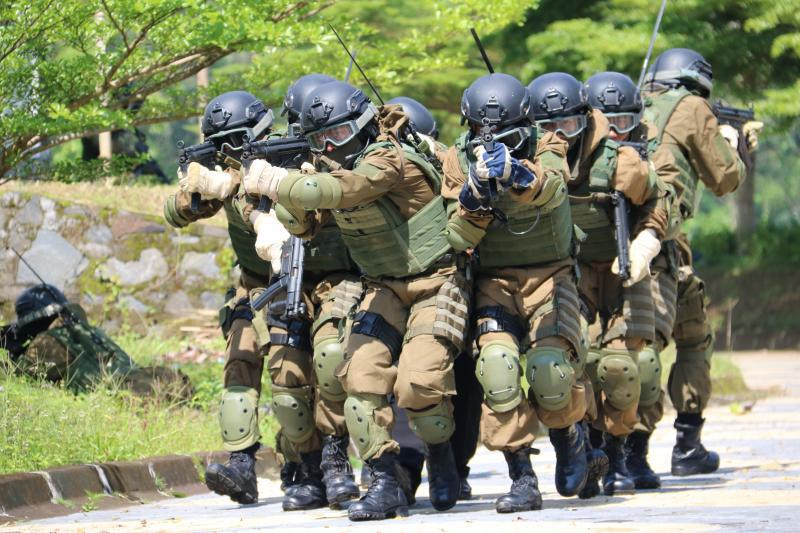
Бойцы Тонтайпур

Организационная структура Кострад определена приказом начальника штаба Сухопутных войск № Kep / 9 / III / 85 от 6 марта 1985 года. Кострад возглавляет командующий в звании генерал-лейтенанта (до 1996 года — генерал-майора). В повседневных обязанностях командующему Кострад помогает начальник штаба в звании генерал-майора. Также действуют Персональный штаб и Инспекция Кострад, чьи руководители являются заместителями начальника штаба.
В 1998 году в рядах Кострад служили 27 000 военнослужащих. В составе командования находились две пехотные дивизии, каждая из которых состояла из трех пехотных и/или воздушно-десантных бригад, разделённых на полки и далее на батальоны (последних насчитывалось 33). Кроме того, в Кострад входили отдельная воздушно-десантная бригада, отдельный бронетанковый батальон, кавалерийская разведывательная рота, полк полевой артиллерии из трёх дивизионов, артиллерийский дивизион ПВО, сапёрный батальон, транспортно-снабженческий батальон, медицинский батальон, сигнальная рота, рота военной полиции, рота полевого обслуживания, а также кадрово-административный отдел.
В настоящее время Кострад состоит из:
- Штаб Кострад в Гамбире[англ.], Центральная Джакарта[англ.] (в его непосредственном подчинении находятся входящие в Кострад части военной полиции, военных инженеров, военных топографов, военных медиков, адъютантские, финансовые и юридические подразделения);
- 1-я пехотная дивизия Кострад[англ.] (образована в 1965 году, штаб-квартира в районе Чилодонг[индон.], город Депок, провинция Западная Ява);
- 2-я пехотная дивизия Кострад[англ.] (образована в 1961 году, штаб-квартира в Сингосари[англ.], округ Маланг[англ.], провинция Восточная Ява);
- 3-я пехотная дивизия Кострад[англ.] (планы о её создании озвучивались с 2004 года, образована в 2018 году[4][5], штаб-квартира в Бонтомаранну[индон.], округ Гова[англ.], провинция Южный Сулавеси);
- отдельный батальон «Мандала Юда»[индон.] (образован в 2017 году, штаб-квартира в селе Чиюах[индон.], поселение Саджира[индон.], округ Лебак, провинция Бантен);
- отдельный разведывательный батальон Кострад[индон.] (образован в 2004 году, штаб-квартира в Лентенг-Агунг[индон.], Джагакарса[англ.], Южная Джакарта[англ.]).
  - специальный боевой разведывательный взвод Кострад[индон.] или, сокращённо, Тонтайпур (индон. Peleton Intai Tempur; Tontaipur; образован в 2001 году по инициативе тогдашнего командующего Кострад Рямизарда Рякуду)

В рамках каждой дивизии или отдельного батальона действуют административные (Balak), боевые (Satpur) и вспомогательные боевые (Satbanpur) подразделения.

## Командующие Кострад
Пост командующего Кострад считается одним ключевых постов в военной иерархии Индонезии. Для многих генералов данный пост стал трамплином для дальнейшего карьерного роста:
- Сухарто (командующий в 1961—1965 годах) в 1968—1998 годах был президентом Индонезии;
- Умар Вирахадикусума (командующий в 1965—1967 годах) в 1983—1988 годах занимал пост вице-президента Индонезии;
- Вахоно[нем.] (командующий в 1969—1970 и 1971—1973 годах) в 1992—1997 годах был спикером Совета народных представителей Индонезии;
- Пониман[индон.] (командующий в 1973—1974 годах) в 1983—1988 годах был министром обороны;
- Рудини[индон.] (командующий в 1981—1983 годах) в 1988—1993  годах был министром внутренних дел;
- Виранто (командующий в 1996—1997 годах) в 1998—1999 годах был главнокомандующим Вооружёнными силами и министром обороны, впоследствии ещё несколько раз занимал различные министерские посты в правительстве;
- Прабово Субианто (командующий в марте-мае 1998 года) — зять президента Сухарто, после его отставки дважды (в 2014 и 2019 годах) был кандидатом на президентских выборах, занимал второе место; с 2019 года — министр обороны;
- Рямизард Рякуду (командующий в 2000—2002 годах) в 2002—2005 годах был начальником штаба Сухопутных войск, а в 2014—2019 годах — министром обороны.

Кроме того, большинство начальников штаба Сухопутных войск, назначенных на этот пост после 1961 года, до своего назначения какое-то время занимали пост командующего Кострад.
С 25 мая 2021 по 21 января 2022 года командующим Кострад являлся генерал-лейтенант Дудунг Абдурахман.

## Комментарии
1. ↑  В 1968-1999 годах Национальная армия Индонезии носила название Вооружённые силы Индонезии
2. ↑  В современной орфографии - индон. Cadangan Umum Angkatan Darat; Caduad
3. ↑  В 1968-1999 годах Национальная армия Индонезии носила название Вооружённые силы Индонезии